# Klaus Kröger
Pour les articles homonymes, voir Kröger.
Klaus Kröger, né le 25 décembre 1920 à Berlin (Allemagne) et mort le 10 novembre 2010 à Hambourg (Allemagne), est un artiste peintre allemand.